# Бікокет

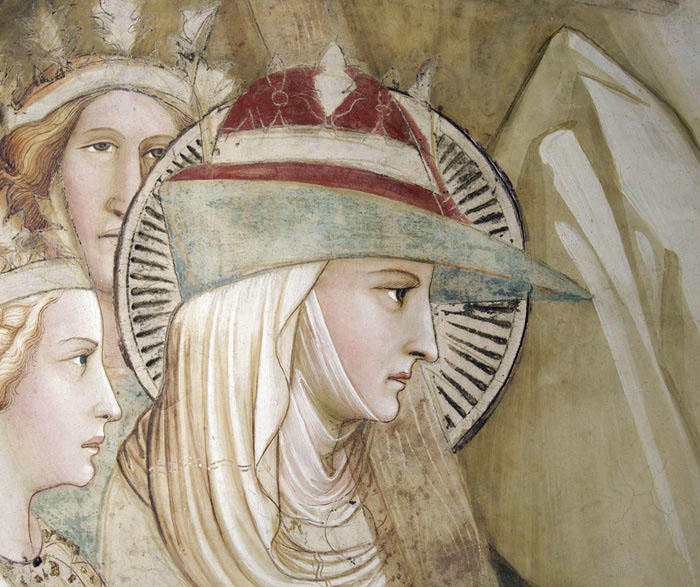
Зображення святої Олени в бікокетці (близько 1380 р.)

Бікокет, байкокет чи бікокетка (англ. bycocket, bycoket, від ст.-фр. bicoquet), також капелюх Робіна Гуда — стиль капелюха, який був модним як серед чоловіків, так і серед жінок у Західній Європі з XIII по XVI століття.

## Опис
Капелюх має широкі поля (криси), загнуті ззаду і загострені спереду, ніби пташиний дзьоб.
Французькою бікокетку називають chapeau à bec (буквально шапка з дзьобом) саме завдяки цій схожості.
Криси ззаду і з боків правильно пошитого капелюха можливо відкинути, і тоді бікокет стає таким самим теплим, як і капюшон.
При поясненні значення слова bycocket, словники часом асоціюють бікокетку з німецькою тіролькою (тірольським капелюхом), не дивлячись на те, що це різні типи капелюхів, хоча і дещо схожі.

## Історія
Спочатку цей капелюх носили дворяни і королівські особи, а згодом і зростаючий купецький клас. Робився капелюх зазвичай зі шкіри або вовни. Бікокетку часто прикрашали пір'ям, коштовностями або іншими прикрасами.
Насьогодні ж капелюх, завдяки ілюстраціям, зазвичай асоціюється з персонажем Робіном Гудом.

## Галерея

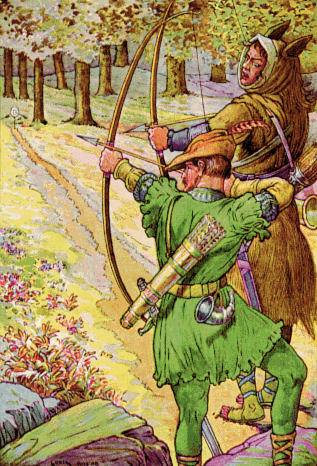
«Робін змагається у стрільбі з Гаєм Гісборном», художника Л. Ріда (1912), де Робіна Гуда зображено в бікокетці.
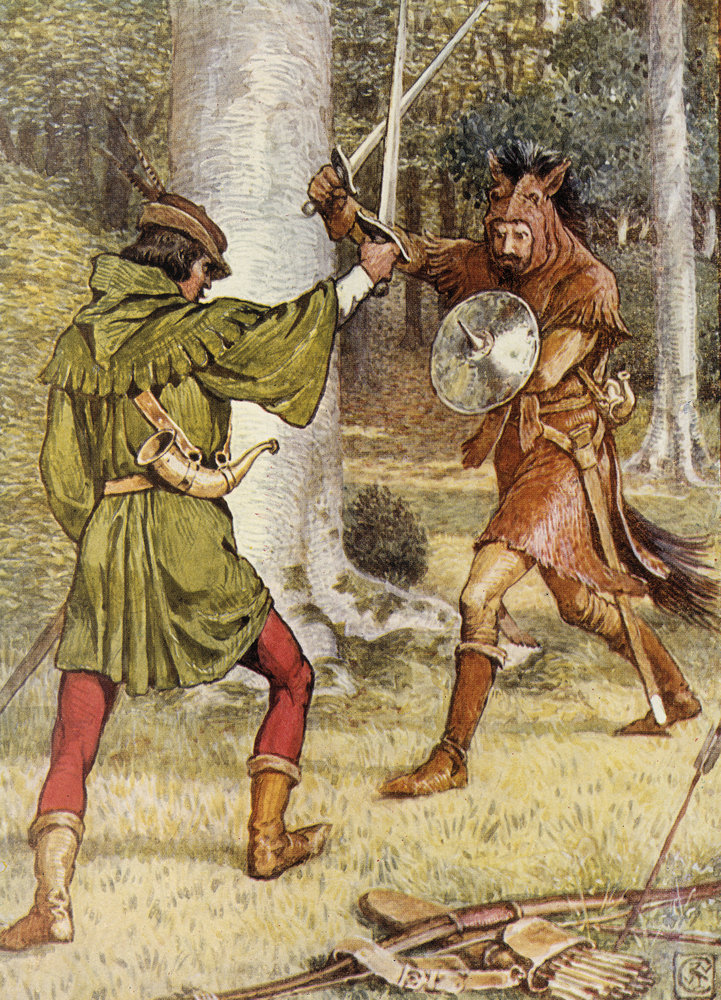
Волтер Крейн. «Бій Робіна Гуда з Гаєм Гісборном» (1912)